# إيفان مينيزيس
إيفان مينيزيس (بالإنجليزية: Ivan Menezes) هو رائد أعمال هندي، ولد في 1960 في بونه في الهند.